# Sepia erostrata
Sepia erostrata är en bläckfiskart som beskrevs av Sasaki 1929. Sepia erostrata ingår i släktet Sepia och familjen Sepiidae. IUCN kategoriserar arten globalt som livskraftig. Inga underarter finns listade i Catalogue of Life.